# Mescherin
Mescherin település Németországban, azon belül Brandenburgban. Lakosainak száma 786 fő (2023. december 31.).

## Népesség
A település népességének változása:
| Lakosok száma | 785  | 825  | 825  | 796  | 787  | 786  |
|               | 2010 | 2017 | 2019 | 2021 | 2022 | 2023 |